# Zalissea, Ciortkiv
Zalissea (în ucraineană Залісся) este o comună în raionul Ciortkiv, regiunea Ternopil, Ucraina, formată numai din satul de reședință.

## Demografie
Componența lingvistică a comunei Zalissea
     Ucraineană (99,33%)
     Alte limbi (0,67%)
Conform recensământului din 2001, majoritatea populației comunei Zalissea era vorbitoare de ucraineană (99,33%), existând în minoritate și vorbitori de alte limbi.